# Sandra Auffarth
Sandra Auffarth (Delmenhorst, 27 de dezembro de 1986) é uma ginete de elite alemã. campeã olímpico, mundial e bi-europeu de CCE por equipe. 

## Carreira
Sandra Auffarth representou seu país nos Jogos Olímpicos de 2012, na qual conquistou no CCE individual bronze, e por equipes a medalha de ouro. 